# Théâtre
Pour les articles homonymes, voir Théâtre (homonymie).
 (janvier 2024).
Si vous disposez d'ouvrages ou d'articles de référence ou si vous connaissez des sites web de qualité traitant du thème abordé ici, merci de compléter l'article en donnant les références utiles à sa vérifiabilité et en les liant à la section « Notes et références ».
 (juin 2015).

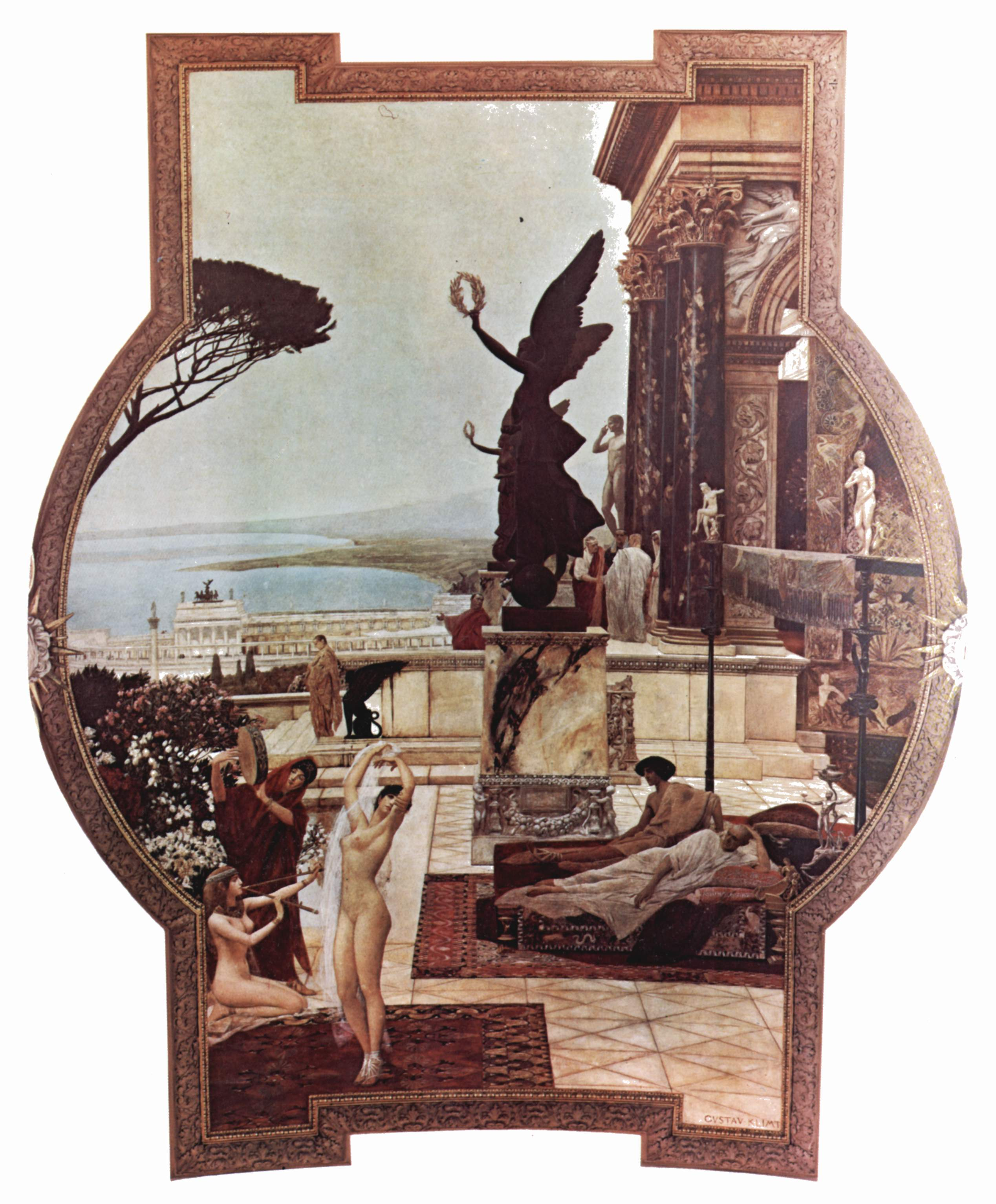
Le théâtre de Taormina, vision que donne Gustav Klimt du théâtre grec antique (le théâtre de Taormine).

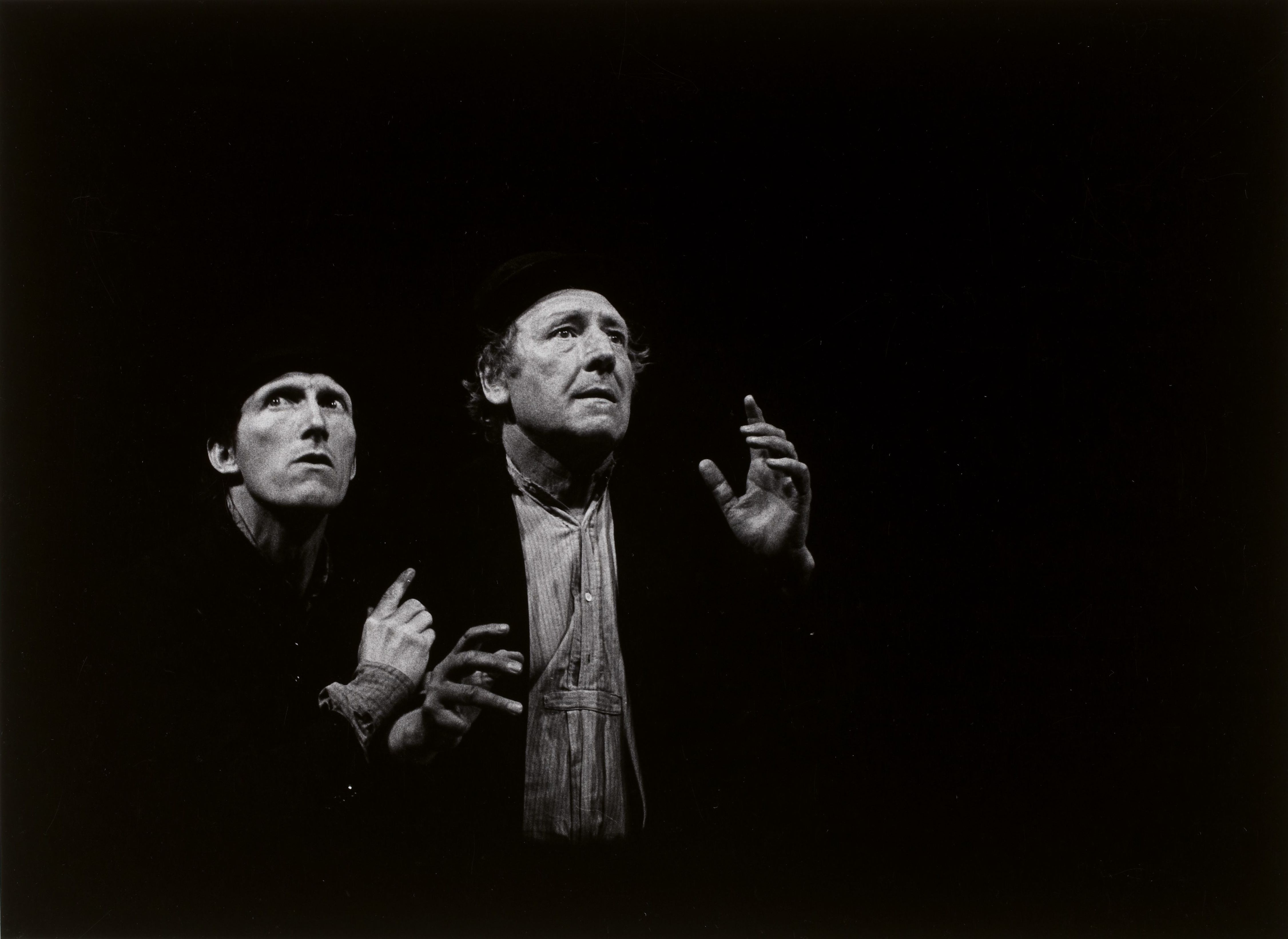
En attendant Godot, texte de Samuel Beckett, mise en scène de Otomar Krejča. Festival d'Avignon, 1978. Rufus (Estragon) et Georges Wilson (Vladimir). Photographie de Fernand Michaud.

Le théâtre () est à la fois l'art de la représentation d'un drame ou d'une comédie, un genre littéraire particulier, et l'édifice dans lequel se déroulent les spectacles de théâtre. On parle aussi de genre dramatique.
Le mot θέατρον / théatron en grec ancien désignait également auparavant la scène ou le plateau, c'est-à-dire toute la partie cachée au public par le rideau.
Au sens figuré, « théâtre » désigne un lieu où se déroule une action importante (par exemple, un théâtre d'opérations militaires).
Aujourd'hui, à l'heure des arts dits pluridisciplinaires, la définition de l'art du théâtre est de plus en plus large (jusqu'à se confondre avec l'expression spectacle vivant), si bien que certains grands metteurs en scène n'hésitent pas à dire que pour qu'il y ait théâtre, il suffit d'avoir un lieu, un temps, un acte et un public.
Il s'agit de spectacles dans lesquels des comédiens, mis dans les circonstances et les situations créées par un texte et la vision d'un metteur en scène/réalisateur, incarnent des personnages pour un regard extérieur (le public), dans un temps et un espace limité. Les dialogues écrits sont appelés pièces de théâtre, mais il peut y avoir également du théâtre sans texte écrit ou même sans aucune parole. Il existe aussi des œuvres de théâtre musical, le genre étant particulièrement représenté dans les célèbres quartiers de Broadway aux États-Unis ou du West End à Londres, mais aussi de plus en plus autour des Grands boulevards à Paris.
Dans la création contemporaine, les frontières entre les différents arts de la scène (théâtre, mime, cirque, danse...) sont de plus en plus ténues, si bien que certains professionnels n'hésitent pas à remplacer le mot théâtre par les mots spectacle pluridisciplinaire ou spectacle vivant, mettant ainsi l'accent sur le métissage des disciplines.

## Histoire

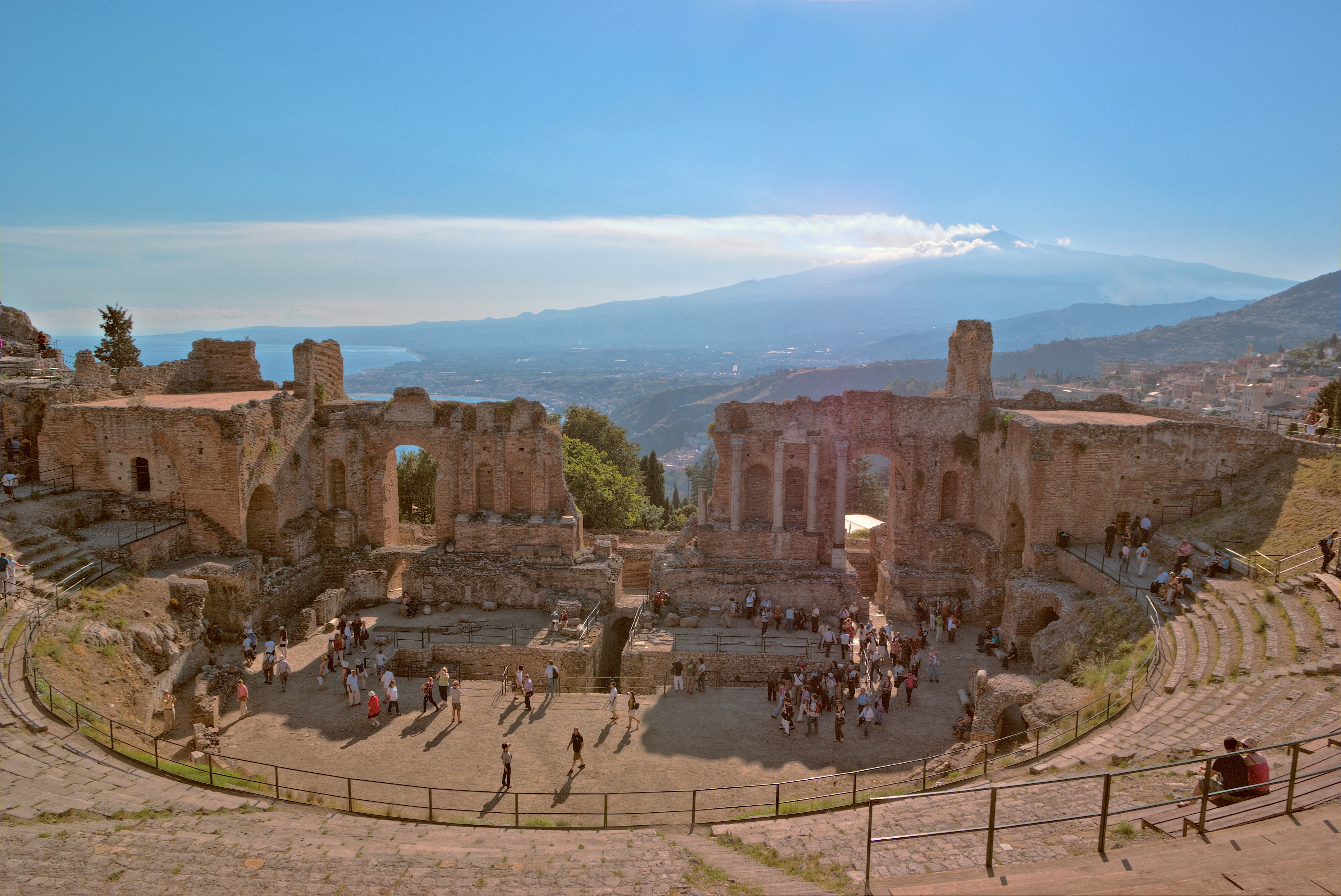
Théâtre grec à Taormine, en Sicile.

Dès les débuts de l'humanité, le « théâtre » désignait l'acteur qui racontait, qui revivait une expérience de chasse, de conflit, pour la partager avec son groupe. Dans la civilisation occidentale on considère les cortèges en l'honneur du dieu grec Dionysos comme les premières représentations théâtrales, bien avant le VIe siècle av. J.-C.. C'est en effet d'abord à l'époque grecque antique qu'apparaît le θέατρον / théatron, mot qui vient de θεάομαι / theáomai, « regarder, contempler ». Le terme désigne alors l'hémicycle destiné aux spectateurs. Un théâtre est donc à l'origine un lieu d'où le public observe un spectacle. À la Renaissance, la signification s'étend non seulement à l'ensemble de l'édifice de spectacle, scène comprise, mais également à l'art dramatique. Ce n'est qu'après la période du théâtre classique que le terme devient par antonomase le texte qu'il soit lu ou joué.
Le théâtre est né en Grèce, où des concours tragiques existent depuis le VIe siècle av. J.-C. Il est apparu à Rome à la fin du IIIe siècle av. J.-C. Les représentations font partie des « jeux » (ludi), fêtes officielles de la cité. À Rome, on édifie d'abord des théâtres en bois, où seuls les spectateurs des premiers rangs sont assis, puis des théâtres en pierre : théâtre de Pompée en 55 av. J.-C., de Balbus en 13 av. J.-C., de Marcellus en 12 ou 11 av. J.-C. En Campanie, par exemple à Pompéi, on construit des théâtres en pierre dès le IIIe siècle. À l'époque impériale, chaque ville romaine a son théâtre, comme Ostie en Italie, Orange en Gaule ou Sabratha en Afrique.

Dans le théâtre romain, plus anciennement dans le théâtre grec, les acteurs portaient un masque : cet accessoire leur permettait d'être mieux vus des spectateurs assis sur les gradins parfois éloignés et d'en être mieux entendus, leur voix étant amplifiée comme par des porte-voix. Il y avait des masques tragiques (un visage triste) ou comiques (un visage fendu d'un large rire) ainsi que des masques doubles (un côté tragique, un côté comique) ; les acteurs qui se servaient de ces derniers devaient jouer de profil. L'acteur, exclusivement masculin, porte aussi des vêtements aux rembourrages voyants et cloturaux ainsi qu'une coiffure très haute, censés évoquer le gigantisme des dieux et des héros qu'il incarne.
Au Moyen Âge, des troupes itinérantes jouent des pièces de genre dites des « Miracles », des "Mystères" et des « drames liturgiques », d'abord dans les églises puis dans leurs porches, sur leurs parvis et sur les places publiques. Elles ont pour vocation de raconter la vie des Saints mais sont très longues, alors pour maintenir le spectateur éveillé on y glissait en intermède quelques petites farces.

## Les genres
Un genre théâtral est le résultat d'une création comique correspondant à une forme particulière : le spectateur, connaissant un genre donné, sait à quoi s'attendre, et selon la présentation de l'œuvre (tragédie, comédie…), il a une vision stéréotypique de l'œuvre.
Le genre est donc, avant tout, une convention qui donne un cadre, une forme précise. C'est un premier échange implicite entre l'artiste et le spectateur. Il inclut diverses formes théâtrales dont la farce, la comédie, la pantomime, la tragédie, le drame romantique, le drame bourgeois, la tragédie lyrique, le vaudeville, le mélodrame, les mystères médiévaux, le théâtre de marionnettes, le théâtre forum, le théâtre d'improvisation, le théâtre en plein air, le théâtre de rue, le théâtre expérimental, le théâtre installation performance, la danse-théâtre (ou théâtre-danse), le web-théâtre avec les expérimentations d'e-toile, le café-théâtre d'improvisation, le théâtre de l'absurde, le conte, la revue.
Le théâtre de société, théâtre amateur joué dans les demeures privées de riches propriétaires, par, et pour, des proches de ces derniers, est une forme théâtrale qui s'est développée plus particulièrement à partir du XVIIIe siècle. Notamment en Suisse romande sous l'influence de Voltaire, installé près de Genève, et de Germaine de Staël, au château de Coppet. Des témoignages exceptionnels (costumes et décors) ont été conservés au château d'Hauteville.
Molière disait, traduisant ainsi une devise de Santeul : le but de la comédie est de corriger les mœurs (castigat ridendo mores), ce qui vaut aussi pour la tragédie. Ces deux formes théâtrales ont en effet une portée édifiante.
- La comédie se propose de « corriger les vices des hommes en les divertissant », dit Molière. Ce célèbre dramaturge français, tout en faisant rire les spectateurs, tournait en ridicule les travers humains. Il le dit lui-même : « On veut bien être méchant, mais on ne veut pas être ridicule. » Il s'est ainsi moqué entre autres du pédantisme dans Les Femmes savantes, des faux dévots et des crédules dans Tartuffe ou l'Imposteur, de l'avarice dans L'Avare et des faux savants — il y vise en particulier la médecine — dans Le Malade imaginaire.
- La tragédie tente, elle aussi, de corriger les vices des hommes, ou plutôt leurs passions, de deux manières :
  - d'abord en montrant les dégâts que peuvent provoquer les passions : dans les tragédies, les passionnés se font tuer, tuent ou se suicident (comme dans Phèdre où cette dernière s'empoisonne à cause d'un amour illégitime), deviennent fous, tel Oreste à la fin d'Andromaque de Racine (hors de la scène, par respect de la règle de bienséance) ;
  - ensuite, les dramaturges comptent sur la « catharsis » (du grec κάθαρσις / kátharsis, « purification »), ou purgation des passions : les spectateurs d'une tragédie sont ainsi censés se purger, se purifier des passions en les vivant par procuration, en éprouvant terreur et pitié, comme l'écrit Aristote dans sa Poétique.

Depuis quelques années est apparu un genre nouveau : le théâtre témoignage. Les premiers spectacles abordaient la question des drames vécus par les personnes ayant subi des licenciements économiques (Les yeux rouges pour les employés de Lip ; 501 blues pour ceux de Levis). Puis sont apparus des spectacles témoignant des horreurs des génocides de la fin du XXe siècle : Olivier Py et son Requiem pour Srebrenica, ou encore Jacques Delcuvellerie avec Rwanda 94.

### Les auteurs célèbres
Auteurs ayant eu le plus d'influence et d'audience dans le domaine du théâtre de façon permanente depuis leur vie.
| Théâtre antique - Aristophane - Eschyle - Euripide - Ménandre - Plaute - Sénèque - Sophocle - Térence | Théâtre baroque - Calderon - John Ford - Christopher Marlowe - Jean de Rotrou - William Shakespeare - Lope de Vega | Théâtre classique - Pierre Corneille - Molière - Jean Racine | Théâtre du XVIIIe siècle - Beaumarchais - Carlo Goldoni - Marivaux | Théâtre romantique - Goethe - Victor Hugo - Alfred de Musset - Edmond Rostand - Schiller | Vaudeville - Georges Courteline - Georges Feydeau - Eugène Labiche |

Voir aussi les listes détaillées Dramaturges par ordre alphabétique et Dramaturges par ordre chronologique.
Il n'y a pas d'autrices ou d'auteurs pour le théâtre contemporain à cause de la proximité temporelle : nous n'avons pas le recul nécessaire, à notre époque, pour déterminer les auteurs qui seront confirmés comme des auteurs célèbres.

## Scène

### Mise en scène
La scène 1 de l'acte 1 est nommée « l'intersigne » ou scène d’exposition.[réf. souhaitée]

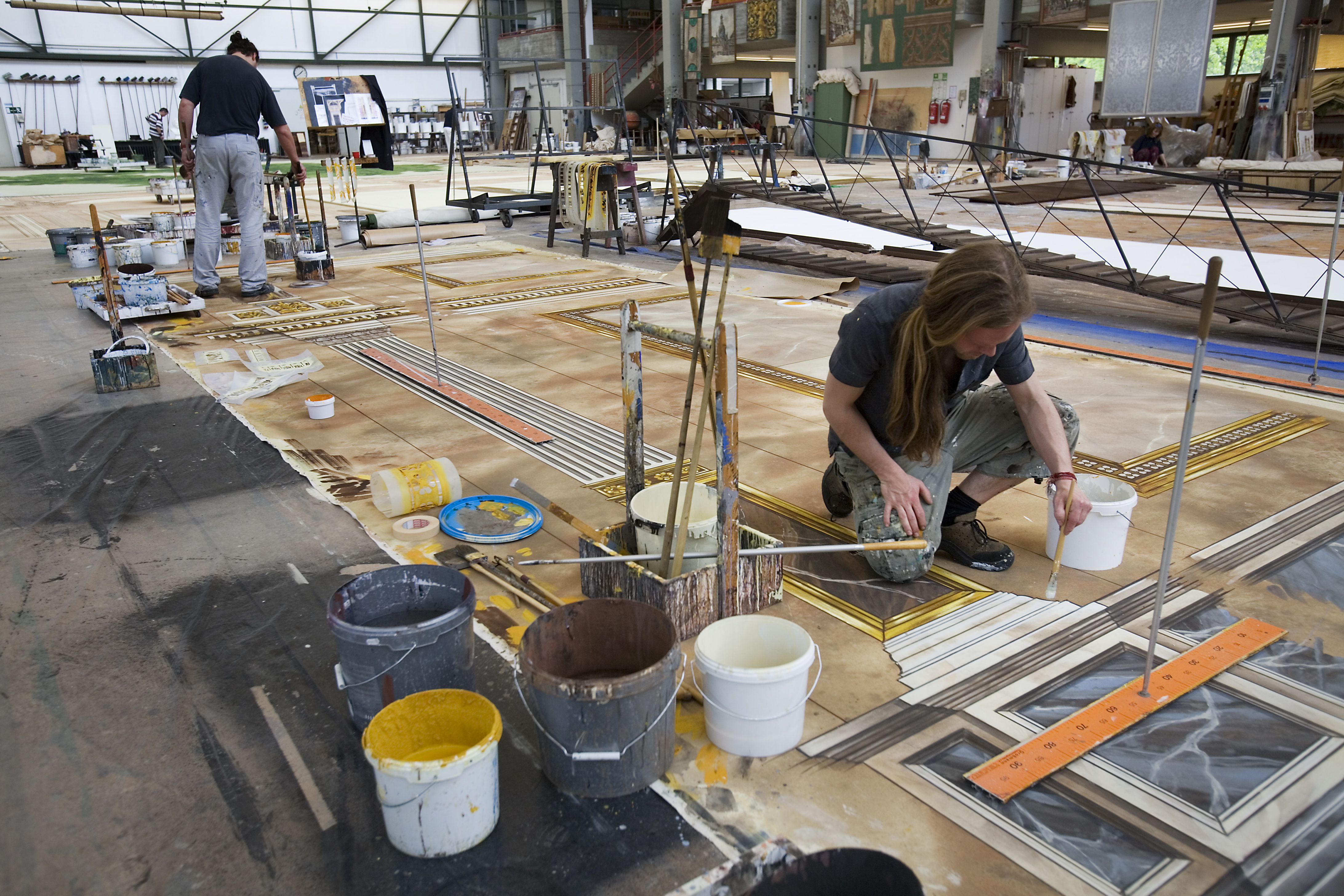
Atelier de construction d'une scène de théâtre.

Le théâtre prend sa conception actuelle au début du XXe siècle, grâce à des pionniers et des pédagogues comme Constantin Stanislavski et Bertolt Brecht (pour l'enseignement du théâtre et la place du comédien), Vsevolod Meyerhold (entraînement physique), Edward Gordon Craig (laboratoire expérimental et importance de la marionnette), Adolphe Appia (espace théâtral en trois dimensions), Jacques Copeau (honnêteté, sincérité, simplicité avec le Théâtre du Vieux-Colombier), ou Antonin Artaud (la souffrance d'exister avec le Théâtre de la cruauté).
Le metteur en scène au théâtre prend une réelle dimension à la fin du XIXe siècle. Il acquiert la place de « maître du plateau ». Ce bouleversement est notamment provoqué par Constantin Stanislavski, auteur et metteur en scène russe né en 1863 à Moscou, qui va, à 35 ans, créer avec Vladimir Nemirovitch-Dantchenko le Théâtre d'art de Moscou. Il y crée des spectacles de Tchekhov notamment (Les Trois Sœurs, 1900) et y enseigne une nouvelle pratique du théâtre basée sur le travail corporel, le travail physique et le refus du jeu conventionnel. Ce « système » (nom donné, par les contemporains, à sa façon de travailler), également intitulé « La Méthode (théâtre) », qu'il décrit dans son livre, La Formation de l'acteur, influence ses successeurs, dont Valère Novarina, Claude Régy ou encore Jean Vilar qui, dans la préface du roman, expose qu'« il n'est pas de comédien authentique qui n'ait, un jour ou l'autre, emprunté, sciemment ou non, quelques-uns des sentiers » du livre de Stanislavski.
En constituant leurs écoles, Constantin Stanislavski ou Vsevold Meyerhold, en particulier, veulent mettre fin au mythe du talent et de l'inspiration. Le théâtre se construit, selon eux, sur des bases scientifiques. Si l'on devient acteur, si l'on devient actrice, c'est grâce à une pédagogie et une pratique rigoureuses - ils ne seront pas d'accord sur ce qu'est cette pédagogie et cette pratique, mais c'est un autre question.
Pour la préparation d’une production et les représentations, le metteur en scène peut faire appel à plusieurs autres personnes, notamment :
- les régisseurs qui s'occupe de la régie (son) ;
- les scénographes met en scène l'espace scénique ;
- l'éclairagiste ou concepteur lumière est responsable de la lumière ;
- les costumiers s'occupe des costumes ;
- les accessoiristes s'occupe de tout les accessoires porté par les artistes sur scène ;
- les décorateurs fabrique les décors du spectacle ;
- l'ingénieur ou opérateur du son assure la qualité sonore du spectacle .

### Le jeu, l'acteur

#### Métier d'acteur
L'acteur de théâtre ne joue généralement qu'un seul rôle à la fois, clairement défini et cohérent. L'acteur sait qu'il n'est pas réellement le personnage, même s'il doit s'identifier à lui. Les rôles de théâtre ne sont donc pas constituants. Cependant, afin de rendre celui-ci fort et cohérent, un acteur peut s'investir dans son rôle avec sa personnalité et son vécu. Le fait de créer un passé au personnage à l'aide d'événements déjà vécus par l'acteur est théorisé par Constantin Stanislavski comme le « revivre » et l'exploration de la mémoire affective. Il n'empêche que certains sont accusés de jouer tous leurs personnages de la même manière, de cabotiner. Ce problème du paradoxe sur le comédien est exposé par Diderot. Contrairement à Stanislavski, Diderot croit que le meilleur comédien est celui qui garde une distance entre son personnage et lui et qui ne joue pas la pièce en allant puiser dans ses propres émotions. La vision du jeu théâtral de Diderot le rapproche donc de Brecht et de sa théorie de la distanciation.
Les humains, vivant en société, deviennent nécessairement des acteurs sociaux, qui changent de rôle constamment (au travail, en famille, entre amis, etc.). Cela renvoie à la notion de Theatrum mundi qui soutient que la vie est un spectacle, que le monde est une scène, que les êtres humains sont des comédiens et que Dieu est l'auteur et le metteur en scène de cette grande pièce de théâtre.

#### Acteurs célèbres
- Zeami (1363-1443)
- William Shakespeare (1564-1616)
- Richard Burbage (1568-1619)
- Okuni (1572?-1613)
- Molière (1622-1673)
- Marie Champmeslé (1642-1698)
- Adrienne Lecouvreur (1692-1730)
- Talma (1763-1826)
- Edmund Kean (1787-1833)
- Frédérick Lemaître (1800-1876)
- Rachel (1821-1858)
- Mounet-Sully (1841-1916)
- Sarah Bernhardt (1844-1923)
- Eleonora Duse (1858-1924)
- Sacha Guitry (1885-1957)
- Louis Jouvet (1887-1951)
- Laurence Olivier (1907-1989)
- Pierre Dux (1908-1990)
- Jean Marais (1913-1998)
- Gérard Philipe (1922-1959)
- Jean Le Poulain (1924-1988)
- Michel Bouquet (1925-2022)
- Robert Hirsch (1925-2017)
- Jean-Paul Roussillon (1931-2009)
- Michel Aumont (1936-2019)
- Hervé Sand (1937-1976)
- Francis Huster (1947-...)
- Gérard Depardieu (1948-...)
- Jacques Weber (1949-...)

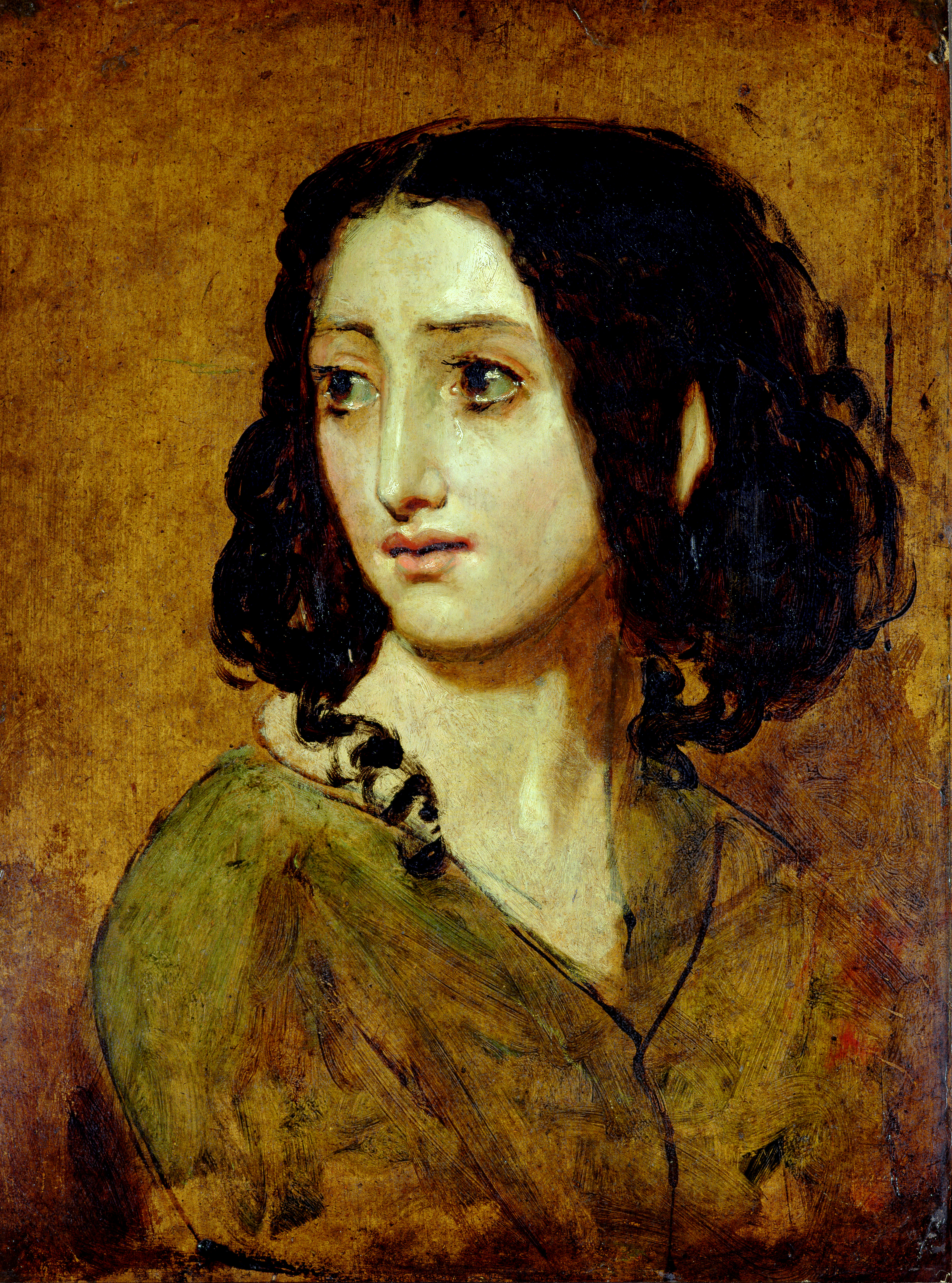
L'actrice Rachel Félix dite Mademoiselle Rachel, par William Etty, portrait entre 1841 et 1845, York Art Gallery.

- Guillaume de Tonquédec (1966-....)

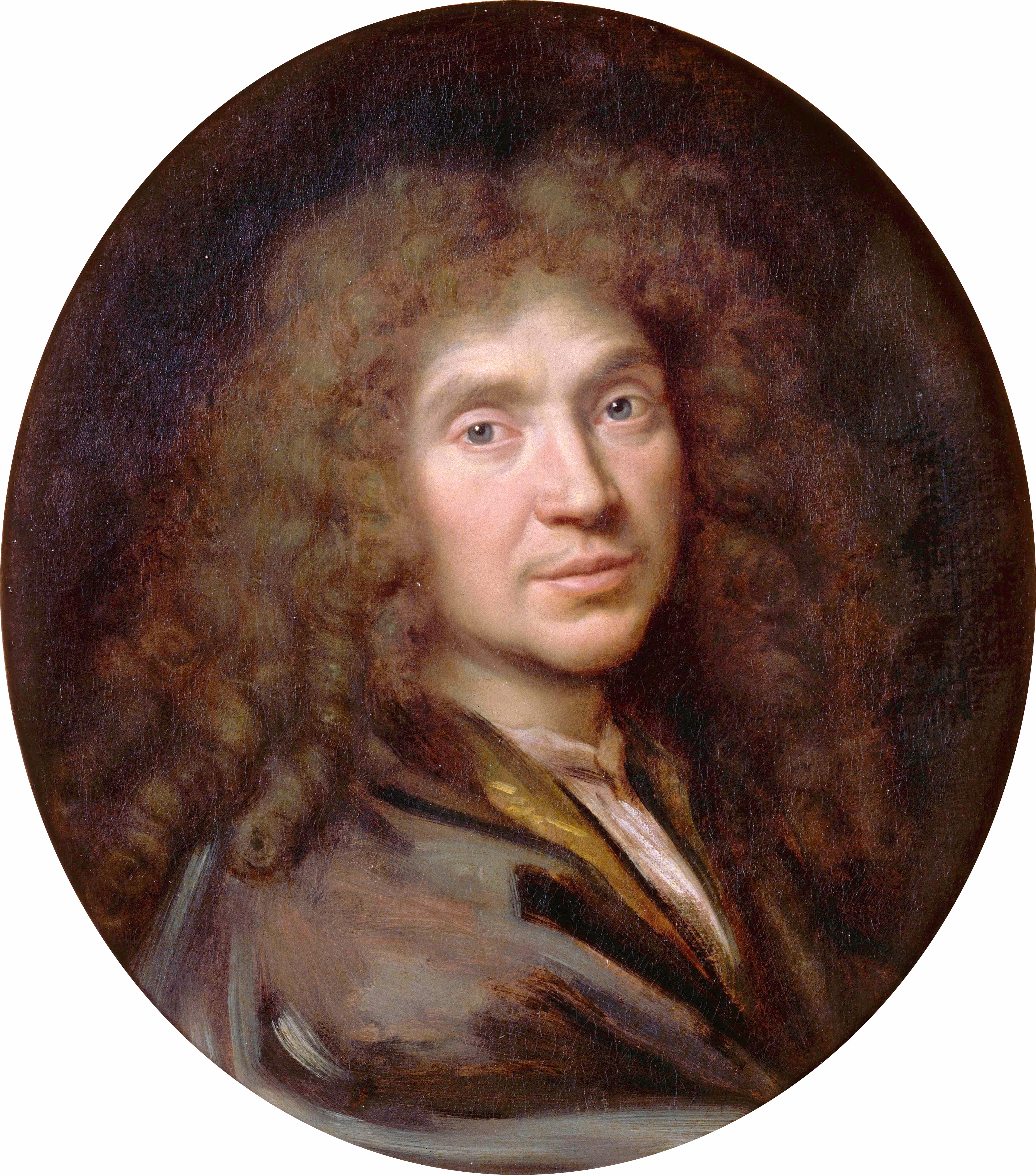
Portrait de Jean-Baptiste Poquelin, dit Molière.

- Florence Viala (1968-....)

#### Dynasties d'artistes de théâtre
- Famille Barrymore
- Famille Béjart
- Famille Brasseur
- Famille Dasté
- Famille Dugazon
- Famille Hus
- Famille Redgrave

## Le public en France
À rebours de la plupart des autres spectacles, où l'on admet, et quelquefois recherche, une certaine décontraction des individus composant le public, il s'est construit au XXe siècle une discipline de spectacle acceptée de tous. Par exemple, au XIXe siècle, il était très courant que le public siffle un spectacle de théâtre ou se mette à se disputer ; ce n'est plus le cas aujourd'hui. Aujourd'hui prime le respect du travail présenté, et la recherche d'une communion entre les personnes présentes.
Cette exigence n'est pas toujours bien vécue lorsque le spectacle n'est pas intéressant : le spectateur se mettant à remuer, à tousser, quitter la salle, etc, toutes attitudes qui ne sont pas considérées comme correctes ; en cas de spectacle ennuyeux, seulement deux attitudes sont admises : dormir sur son siège, ou partir à l'entracte. Ces règles sont si bien acceptées qu'il est exceptionnel, de nos jours, de voir des spectateurs siffler, manifester bruyamment un désaccord, encore moins envahir la scène. Pour préserver le travail des acteurs et actrices, pour ceux qui prennent plaisir au spectacle, il est même exceptionnel de les voir applaudir à contre-temps, c'est-à-dire avant la fin. Le public recherche avant tout un plaisir partagé par toute la salle, des bruits d'émotions, un pari, que les émotions de chacun viendront conforter les émotions de tous et non les contredire.
La salle est importante pour déterminer comment faire collectif. Le public français est réflexif, c'est-à-dire qu'un individu donné comprend intuitivement comment fait le public où il est pour faire public. Pour cet individu, cela a des conséquences importantes sur sa sensation d'être à l'aise ou pas, quel que soit le spectacle présenté. Chaque théâtre « suggère » comment se comporter. Par exemple, à la Comédie-Française, « il faut » parler doucement et se tenir à certaines règles vestimentaires ; au Théâtre national de Chaillot, « il faut » être plus libre. Le théâtre n'est pas seulement un rapport à une œuvre, mais il est aussi une façon d'être ensemble, il est aussi la manifestation d'une solidarité sociale.

## Théories sur le théâtre

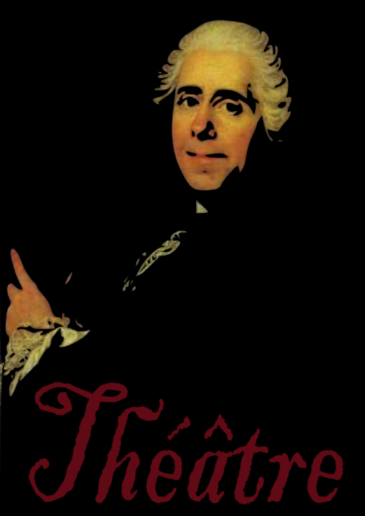
Marivaux.

Pourquoi, s'ils jouent déjà naturellement des rôles, les humains se sont-ils mis à jouer du théâtre ? De façon générale, comme le rappelle Aristote dans La Poétique, les gens réagissent différemment dans la vie, et face à une œuvre d'art. Un cadavre en décomposition horrifie, mais une nature morte ravit. Il y a donc un pouvoir propre à la représentation (mimésis), au jeu, qui permet d'appréhender avec plaisir ce qui autrement pose un problème.
Le théâtre est donc joué pour faire face aux mystères et conflits qui inquiètent.
Les gens de théâtre cherchent ainsi à créer un miroir social, un reflet plus ou moins caricatural de la société, qui permet de mieux la comprendre, et de mieux dénoncer ses failles : ce rôle politique était particulièrement évident dans la Grèce antique, avec la comédie ancienne. Mais cette citation du Hamlet de Shakespeare peut aussi être mentionnée : « for any thing so overdone is from the purpose of playing, whose end, both at the first and now, was and is, to hold, as 'twere, the mirror up to nature ». Le théâtre est aussi un miroir tendu à la nature : le spectateur, comme l'acteur, vient chercher une réponse, se construire une identité.
Le théâtre peut avoir un effet cathartique, servant d'exutoire aux passions qui ne sont pas autorisées par la société. Le théâtre peut aussi être un divertissement, sans autre objectif que de changer les idées à ses spectateurs, par l'utilisation du comique notamment.
Augusto Boal, qui aborda une manière de faire du théâtre résolument politique, c'est-à-dire qu'il faisait jouer à des gens des situations conflictuelles en changeant la position des personnages : par exemple, le directeur qui avait licencié tel salarié jouait le rôle du salarié. Cela permettait selon lui de régler certains conflits. C'est l'origine de ce qu'on a appelé le théâtre forum, et en Belgique le théâtre-action.
Peter Bu propose une définition générale du théâtre permettant d'inclure toutes ses formes.

## Institutions

### Festivals
Le festival le plus renommé en France est le Festival d'Avignon. Le plus grand festival européen, et peut-être mondial est le festival international d'Édimbourg. Il existe de nombreux festivals, notamment en période estivale. Certains se concentrent sur un genre particulier (Aurillac pour le théâtre de rue, ou celui de Charleville-Mézières pour le théâtre de marionnettes, Mimos de Périgueux pour le théâtre gestuel, par exemple) ou bien restent « généralistes » en tentant la plupart du temps de programmer un spectacle avec une tête d'affiche pour attirer le public.

### Formation
En France, une majorité des comédiens en activité a suivi une formation, que ce soit par le conservatoire national supérieur d'art dramatique, un Conservatoire de musique, danse et art dramatique ou un cours privé.

## Théâtre et internet
Internet est considéré par certains comme un concurrent du théâtre voire un adversaire qui encourage le goût de la dématérialisation de relations, contraire à la proximité humaine propre au théâtre. Certains ont considéré les sites de théâtre sur Internet comme « des officines responsables de la régression du théâtre ».
D'autres personnes estiment qu'Internet apporte beaucoup au théâtre : une popularisation par la diffusion d'opinions sur les pièces, une démocratisation par la pression à la baisse des tarifs initiée par les billetteries en ligne et un accès facilité à l’information (programmation, réservation).
Ainsi, en septembre 2006, la Comédie-Française a ouvert ses portes aux acteurs du web, que ce soit pour publier sur le Web des avis sur les pièces, ou pour proposer des tarifs réduits aux spectateurs.
Le Théâtre des Osses, compagnie suisse fondée en 1978 et devenue Centre dramatique fribourgeois en 2003 ouvre un site d'archives.

#### Autres formes de théâtre, ou de spectacle vivant
- Opéra, Semi-opéra, Opérette, Comédie musicale
- Revue (théâtre), Music-hall
- Danse-théâtre
- Café-théâtre
- Mime
- Mime corporel dramatique
- Pantomime
- Théâtre physique (en)
- Pantomime américain (en)
- Jeu silencieux (de) ou dumbshow
- Théâtre de lumière noire (en) ou Schwarzlichttheater ou Théâtre noir
- Théâtre de boîte noire (en) ou Schwarzes Theater (proche du Bunraku), dont Théâtre Velours (de)
- Marionnette, Théâtre de marionnettes
- Théâtre d'ombres
  - Théâtre d'ombre chinois
- Performance (art), Art action, Arts sociaux
- Poésie-performance
- Illusionnisme, Cirque
- Théâtre pour la jeunesse
- Déambulation

#### Récompenses
- Liste des récompenses de théâtre, dont
  - France : Grand Prix national du théâtre, Grand Prix des arts de la scène, Nuit des Molières...